# Municipio de Unity (Illinois)
El municipio de Unity (en inglés: Unity Township) es un municipio ubicado en el condado de Piatt en el estado estadounidense de Illinois. En el año 2010 tenía una población de 1418 habitantes y una densidad poblacional de 11,38 personas por km².

## Geografía
El municipio de Unity se encuentra ubicado en las coordenadas 39°49′17″N 88°32′50″O / 39.82139, -88.54722. Según la Oficina del Censo de los Estados Unidos, el municipio tiene una superficie total de 124.6 km², de la cual 124,6 km² corresponden a tierra firme y (0 %) 0 km² es agua.

## Demografía
Según el censo de 2010, había 1418 personas residiendo en el municipio de Unity. La densidad de población era de 11,38 hab./km². De los 1418 habitantes, el municipio de Unity estaba compuesto por el 97,67 % blancos, el 0,21 % eran afroamericanos, el 0,21 % eran amerindios, el 0,14 % eran asiáticos, el 0,92 % eran de otras razas y el 0,85 % eran de una mezcla de razas. Del total de la población el 1,13 % eran hispanos o latinos de cualquier raza.